# Catthorpe
 (octobre 2023).
Catthorpe est une paroisse civile et un village du Leicestershire, en Angleterre.